# 小行星4507
小行星4507（英語：4507）是一颗围绕太阳公转的小行星。1990年3月19日，H. Shiozawa、鬼沢稔在藤枝市发现了此天体。
这颗小行星的绝对星等为78.48992等。